# إدارة مالدونادو
إدارة مالدونادو (بالإسبانية: Departamento de Maldonado)‏(تلفظ بالإسبانية: ‎/maldoˈnaðo/‏) واحدة من إدارات الأوروغواي تقع في جنوب شرق البلاد، تبلغ مساحتها 4,793 كـم2 (1,851 ميل2) ويبلغ عدد سكانها 164,300 نسمة (2011). عاصمتها هي مدينة مالدونادو.

## التاريخ
يرجع اسم الإدارة وأصلها إلى عام 1530 عندما مكث في منطقة الإدارة الملازم فرانسيسكو مالدونادو. بسبب الأهمية الاستراتيجية لهذا الخليج قرر حاكم مونتيفيديو خواكين دي فيانا إنشاء مستوطنة هناك في عام 1755. تأسست مستوطنة مدنية وعسكرية على الخليج بعد عامين غي عام 1957، تبعتها مستوطنات أخرى في المنطقة بهدف كبح التوسع البرتغالي.
تأسست إدارة مالدونادو في عام 1828، والتي كانت تشمل في ذلك الوقت الأراضي التي تنتمي حالياً إلى إدارة روتشا ومعظم إدارة لافاليخا، ثم فصلت عنها لافاليخا (ميناس في ذلك الوقت) في عام 1837، وروتشا في عام 1881.

## الجغرافيا

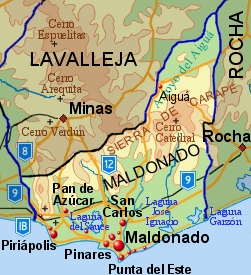
خريطة طبوغرافية لإدارة مالدونادو تُظهر الأماكن والطرق الرئيسية

تبلغ مساحة الإدارة 4796 كيلومتر مربع، تحدها إدارة روتشا من الشرق ولافاليخا من الشمال والشمال الغربي وكانيلونيس من الغرب ومن الجنوب المحيط الأطلسي، تتدفق العديد من الجداول في الإدارة، معظمها روافد النهر.
تنقسم الإدارة إلى ثلاث مناطق هيكلية جيولوجية رئيسية هي الإدارة:
- المنطقة الشمالية الجبلية التي يوجد بها سيرو كاتيدرال (التي يبلغ ارتفاعها 514 مترا) أعلى نقطة في البلاد، وسيرو دي لاس أنيماس التي يبلغ ارتفاعها 501 متراً، وسيرو بان دي أزوكار التي يبلغ ارتفاعها 423 متراً، وهي ثالث أعلى قمة في الأوروغواي.
- المنطقة المركزية التي تكثر بها التلال ويبلغ متوسط ارتفاعها حوالي 150 متر.
- الشريط الساحل الذي تنتشر فيه سهول المحيط الأطلسي وبعض سلاسل التلال الساحلية.

### المناخ
مناخ مالدونادو معتدل ورطب تبلغ متوسط درجة الحرارة 16 درجة مئوية، متوسطها 22 درجة مئوية في الصيف و10 في الشتاء ويهطل فيها 1000 ملم من الأمطار سنوياً.

## السكان
| الجماعات العرقية في مالدونادو (تقدير 2011) | الجماعات العرقية في مالدونادو (تقدير 2011) | الجماعات العرقية في مالدونادو (تقدير 2011) | الجماعات العرقية في مالدونادو (تقدير 2011) | الجماعات العرقية في مالدونادو (تقدير 2011) |
| ------------------------------------------ | ------------------------------------------ | ------------------------------------------ | ------------------------------------------ | ------------------------------------------ |
| الجماعة العرقية                            | الجماعة العرقية                            |                                            | النسبة                                     | النسبة                                     |
| White                                      | White                                      |                                            | 94.0%                                      | 94.0%                                      |
| أوروغوايانيون ذو أصول أفريقية ‏             | أوروغوايانيون ذو أصول أفريقية ‏             |                                            | 5.2%                                       | 5.2%                                       |
| Indigenous                                 | Indigenous                                 |                                            | 3.9%                                       | 3.9%                                       |
| Asian                                      | Asian                                      |                                            | 0.3%                                       | 0.3%                                       |
| بدون/آخر/غير محدد                          | بدون/آخر/غير محدد                          |                                            | 1.3%                                       | 1.3%                                       |

بلغ عدد سكان إدارة مالدونادو 164,300 (80,865 ذكر و83,435 أنثى) و 110,794 أسرة في تعداد 2011.
فيما يلي البيانات الديموغرافية لإدارة مالدونادو عام 2010:
- معدل النمو السكاني: 1.15٪
- معدل المواليد: 15.37 مولود / 1000 شخص
- معدل الوفيات: 7.45 حالة وفاة / 1000 شخص
- متوسط العمر: 32.4 (31.1 ذكور، 33.6 إناث)
- متوسط العمر المتوقع عند الولادة:
  - مجموع السكان: 77.27 سنة
  - الذكور: 73.72 سنة
  - الإناث: 81.01 سنة
- متوسط دخل الأسرة: 27,894 بيزو / شهر
- دخل الفرد في الحضر: 11,245 بيزو / شهر

| المدن                  | عدد السكان |
| ---------------------- | ---------- |
| مالدونادو              | 62,590     |
| سان كارلوس             | 27,471     |
| بيناريس - لاس ديليسياس | 9,819      |
| بونتا ديل إستي         | 9,277      |
| بيريابوليس             | 8,830      |
| سيرو بيلادو            | 8,177      |
| بان دي أزوكار          | 6,597      |
| سان رافائيل - البلاسر  | 3,146      |

## الحكومة
تذكر المادة 262 من دستور الجمهورية تتولى المجالس الإدارية إدارة شؤون الإدارات باستثناء خدمة الأمن العام. تقع مقرات هذه المجالس في عواصم الإدارات، وتباشر أعمالها بعد مرور ستين يومًا على انتخابها. كما تنص المادة على أنه يجوز للعمدة تفويض السلطات المحلية بموافقة المجلس الإداري لأداء بعض المهام ضمن المناطق الإقليمية التابعة لكل منها.

### البلديات

بلديات إدارة مالدونادو

| البلدية        | تعداد السكان (2011) | المساحة (كم²) |
| إيغوا          | 3165                | 1,246         |
| جارزون         | 1020                | 719           |
| مالدونادو      | 90,593              | 192           |
| بان دي أزوكار  | 025,8               | 719           |
| بيريابوليس     | 14,461              | 192           |
| بونتا ديل إستي | 11,128              | 48            |
| سانت تشارلز    | 33,293              | 1,438         |
| سوليس غراندي   | 2,613               | 240           |